# モルディブ開発連合
モルディブ開発連合（モルディブかいはつれんごう、Maldives Development Alliance）は、モルディブの政党。旅行会社サン・トラベル・グループを創設した実業家であるアハメド・シヤム・モハメド（Ahmed Shiyam Mohamed）が現党首。略称はMDA。

## 沿革
2013年10月、国民議会の無所属議員だったアハメド・シヤムは、自身を含む3人で新党MDAを結成した。設立当初からモルディブ進歩党（PPM）と連携し、同党大統領候補のアブドラ・ヤーミンを支持した。翌2014年の国民議会選挙では、MDAは2議席増の5議席となった。MDAは共和党（JP）と共に第1党のPPMと連立している。この連立与党は合計57議席となり、全85議席の3分の2を確保した。
その後、国民議会議長選挙を巡ってPPMと共和党が対立し、共和党が連立与党から離脱した。2015年7月15日時点では、MDAは引き続き連立与党の一員となっている。

## 注
1. ↑  Maldives Development Alliance officially recognised by parliament Archived 2014年3月24日, at the Wayback Machine.Minivian News、2013年10月21日（2014年6月26日閲覧）
2. ↑  Last Election Maldives Majlis (People's Majlis)列国議会同盟（IPU）ホームページ（2014年6月23日閲覧）
3. ↑  「モルディブ2014年3～4月主な動き」在スリランカ日本国大使館ホームページ（2014年6月24日閲覧）